# Gonomyia (Gonomyia) subtenella
Gonomyia (Gonomyia) subtenella is een tweevleugelige uit de familie steltmuggen (Limoniidae). De soort komt voor in het Palearctisch gebied.